# Temple de la Naissance de la Sainte Mère de Dieu de Košice
 (août 2025).
Si vous disposez d'ouvrages ou d'articles de référence ou si vous connaissez des sites web de qualité traitant du thème abordé ici, merci de compléter l'article en donnant les références utiles à sa vérifiabilité et en les liant à la section « Notes et références ».
Le temple de la Naissance de la Sainte Mère de Dieu (slovaque : chrám Narodenia Presvätej Bohorodičky) est une cathédrale de l'Église grecque-catholique slovaque située à Košice en Slovaquie. C'est la cathédrale de l'éparchie de Košice depuis le  30 janvier 2008.